# Comitati del Regno d'Ungheria

La suddivisione finale dei comitati ungheresi

I comitati del Regno d'Ungheria (in ungherese varmegye, in croato županija, in tedesco Gespannschaften, in slovacco župa) costituirono per lunghi secoli la principale suddivisione amministrativa del regno danubiano. In seguito all'ultima riforma amministrativa del 1867 ve ne erano ben 71 (di cui otto appartenenti al Regno di Croazia-Slavonia).
Tali comitati, che discendevano da analoghe entità territoriali risalenti al Medioevo, vennero sciolti con il Trattato del Trianon (1920) e suddivisi tra l'Ungheria e le nazioni dell'Europa centrale (oggi corrispondenti agli Stati di Slovacchia, Polonia, Ucraina, Romania, Serbia, Croazia, Slovenia ed Austria).
I comitati erano a loro volta suddivisi in distretti (járás).

## Vicende amministrative
Dall'ultima riforma amministrativa del 1867 al crollo dell'Impero austro-ungarico nel 1918 la suddivisione in comitati è stata più volte rimodellata. Nel 1868 la Transilvania venne riunita definitivamente all'Ungheria in senso stretto e la città e il distretto di Fiume venne dichiarato indipendente. Nel 1873 parte della Frontiera Militare venne pure riunita all'Ungheria vera e propria e un'altra parte venne attribuita al Regno di Croazia e Slavonia.
L'Ungheria in senso stretto (ossia l'Ungheria esclusa la Croazia-Slavonia) era tradizionalmente suddivisa in quattro grandi circoli, di cui fino al 1876 la Transilvania costituiva il quinto. Quando nel 1876 venne introdotta una suddivisione generale in comitati, l'Ungheria fu di nuovo suddivisa in sette circoli, di cui la Transilvania ne era uno.
I comitati furono aboliti nel 1949 dalla nuova Costituzione e sostituiti con le contee (in ungherese megye). Dal 2023 è nuovamente adottata questa denominazione.

## Lista dei comitati
La seguente è la lista dei comitati del Regno d'Ungheria dal 1886 al 1918:
| Comitato               | Comitato                                  | Capoluogo        | Capoluogo                                       | Superficie (Km2) | Popolazione |
| ---------------------- | ----------------------------------------- | ---------------- | ----------------------------------------------- | ---------------- | ----------- |
| Abaúj-Torna            | SK: Abov-Turňa                            | Kassa            | SK: Košice DE: Kaschau                          | 3 317            | 202 300     |
| Alba inferiore         |                                           | Nagyenyed        | RO: Aiud DE: Straßburg am Mieresch              | 3 646            | 221 600     |
| Albareale              |                                           | Székesfehérvár   | DE: Stuhlweißenburg HR: Stolni Biograd          | 4 129            | 250 600     |
| Arad                   |                                           | Arad             |                                                 | 6 048            | 414 400     |
| Árva                   | SK: Orava                                 | Alsókubin        | SK: Dolný Kubín                                 | 2 019            | 78 700      |
| Bács-Bodrog            | SR: Bačka-Bodrog                          | Zombor           | SR, HR: Sombor                                  | 10 362           | 812 400     |
| Baranya                | HR, SR: Baranja                           | Pécs             | DE: Fünfkirchen SR: Pečuj HR: Pečuh             | 5 177            | 352 500     |
| Bars                   | SK: Tekov                                 | Aranyosmarót     | SK: Zlaté Moravce DE: Goldmorawitz              | 2 724            | 178 500     |
| Békés                  | RO: Bichiș                                | Gyula            | RO: Giula                                       | 3 670            | 298 700     |
| Bereg                  |                                           | Beregszász       | UK: Berehove                                    | 3 786            | 236 600     |
| Beszterce-Naszód       | RO: Bistrița-Năsăud                       | Beszterce        | RO: Bistrița DE: Bistritz                       | 4 333            | 127 800     |
| Bihar                  | RO: Bihor                                 | Nagyvárad        | RO: Oradea DE: Großwardein SR: Veliki Varadin   | 10 657           | 646 300     |
| Borsod                 |                                           | Miskolc          |                                                 | 3 629            | 289 900     |
| Brassó                 | RO: Brașov                                | Brassó           | RO: Brașov DE: Kronstadt                        | 1 492            | 101 200     |
| Csanád                 | RO: Cenad                                 | Makó             | RO: Macǎu                                       | 1 714            | 145 200     |
| Csík                   | RO: Ciuc                                  | Csíkszereda      | RO: Miercurea Ciuc DE: Szeklerburg              | 5 064            | 145 700     |
| Csongrád               | SR: Čongrad                               | Szentes          | RO: Sântamǎria                                  | 3 569            | 325 500     |
| Esztergom              | SK: Ostrihom DE: Gran                     | Esztergom        | SK: Ostrihom DE: Gran                           | 1 077            | 90 800      |
| Fogaras                | RO: Făgăraș DE: Fogarasch                 | Fogaras          | RO: Făgăraș DE: Fogarasch                       | 2 444            | 95 200      |
| Gömör-Kishont          | SK: Gemer a Malohont DE: Gemer            | Rimaszombat      | SK: Rimavská Sobota DE: Großsteffelsdorf        | 4 279            | 188 100     |
| Győr                   | DE: Raab                                  | Győr             | DE: Raab HR: Đur                                | 1 534            | 136 300     |
| Hajdú                  |                                           | Debrecen         |                                                 | 3 343            | 253 900     |
| Háromszék              | RO: Trei Scaune                           | Sepsiszentgyörgy | RO: Sfântu Gheorghe                             | 3 889            | 148 100     |
| Heves                  |                                           | Eger             | DE: Erlau                                       | 3 761            | 279 700     |
| Hont                   |                                           | Ipolyság         | SK: Šahy                                        | 2 633            | 132 500     |
| Hunyad                 |                                           | Déva             | RO: Deva                                        | 7 809            | 340 100     |
| Jász-Nagykun-Szolnok   |                                           | Szolnok          |                                                 | 5 231            | 374 000     |
| Kis-Küküllő            | RO: Târnava Mică DE: Kleinkokel           | Dicsőszentmárton | RO: Târnăveni DE: Sankt Martin                  | 1 724            | 116 100     |
| Kolozs                 | RO: Cluj DE: Klausen                      | Kolozsvár        | RO: Cluj-Napoca DE: Klausenburg                 | 5 006            | 286 700     |
| Komárom                | DE: Komorn                                | Komárom          | SK: Komárno DE: Komorn                          | 2 834            | 201 800     |
| Krassó-Szörény         | RO: Caraș-Severin                         | Lugos            | RO: Lugoj DE: Lugosch                           | 11 074           | 466 100     |
| Liptó                  | SK: Liptov DE: Liptau                     | Liptószentmiklós | SK: Liptovský Mikuláš DE: Liptau-Sankt Nikolaus | 2 246            | 86 900      |
| Máramaros              | RO: Maramureș                             | Máramarossziget  | RO: Sighetu Marmației                           | 9 716            | 357 700     |
| Maros-Torda            | RO: Mureș-Turda                           | Marosvásárhely   | RO: Târgu Mureș DE: Neumarkt                    | 4 203            | 219 600     |
| Moson                  | DE: Wieselburg SK: Mošon                  | Magyaróvár       | DE: Ungarisch Altenburg                         | 1 989            | 94 500      |
| Nagy-Küküllő           | RO: Târnava Mare DE: Großkokel            | Segesvár         | RO: Sighișoara DE: Schäßburg                    | 3 337            | 148 800     |
| Nógrád                 | SK: Novohrad                              | Balassagyarmat   | SK: Balašské Ďarmoty                            | 4 128            | 261 500     |
| Nitra                  | SK: Nitra DE: Neutra                      | Nyitra           | SK: Nitra DE: Neutra                            | 5 519            | 457 500     |
| Pest-Pilis-Solt-Kiskun |                                           | Budapest         |                                                 | 12 228           | 1 909 600   |
| Pozsony                | SK: Prešporok DE: Pressburg HR, SR: Požun | Pozsony          | SK: Prešporok DE: Pressburg HR, SR: Požun       | 4 370            | 389 700     |
| Sáros                  | SK: Šariš                                 | Eperjes          | SK: Prešov DE: Preschau                         | 3 652            | 174 600     |
| Somogy                 |                                           | Kaposvár         |                                                 | 6 675            | 366 000     |
| Sopron                 | DE: Ödenburg                              | Sopron           | DE: Ödenburg                                    | 3 256            | 283 500     |
| Szabolcs               |                                           | Nyíregyháza      |                                                 | 4 637            | 319 800     |
| Szatmár                | RO: Sătmar DE: Sathmar                    | Nagykároly       | RO: Carei                                       | 6 287            | 396 600     |
| Szeben                 | RO: Sibiu DE: Hermannstadt                | Nagyszeben       | RO: Sibiu DE: Hermannstadt SR: Sibinj           | 3 619            | 176 900     |
| Szepes                 | SK: Spiš DE: Zips                         | Lőcse            | SK: Levoča DE: Leutschau                        | 3 654            | 172 900     |
| Szilágy                | RO: Sălaj                                 | Zilah            | RO: Zalău DE: Zillenmarkt                       | 3 815            | 230 100     |
| Szolnok-Doboka         | RO: Solnoc-Dăbâca                         | Dés              | RO: Dej                                         | 4 786            | 251 900     |
| Temes                  | RO: Timiș                                 | Temesvár         | RO: Timișoara DE: Temeschburg                   | 7 433            | 500 800     |
| Tolna                  |                                           | Szekszárd        |                                                 | 3 537            | 267 300     |
| Torda-Aranyos          | RO: Turda-Arieș                           | Torda            | RO: Turda DE: Thorenburg SR, HR: Temišvar       | 3 514            | 174 400     |
| Torontál               | SR, RO: Torontal                          | Nagybecskerek    | SR: Veliki Bečkerek                             | 10 016           | 615 200     |
| Trencsén               | SK: Trenčín                               | Trencsén         | SK: Trenčín                                     | 4 456            | 310 400     |
| Turóc                  | SK: Turiec DE: Turz                       | Turócszentmárton | SK: Martin DE: Turz-Sankt Martin                | 7 433            | 500 800     |
| Udvarhely              | RO: Odorhei                               | Székelyudvarhely | RO: Odorheiu Secuiesc                           | 2 938            | 124 200     |
| Ugocsa                 |                                           | Nagyszőlős       | UK: Vynohradiv                                  | 1 213            | 91 800      |
| Ung                    | SK: Uh                                    | Ungvár           | SK, UK: Užhorod                                 | 3 230            | 162 100     |
| Vas                    | DE: Eisenburg                             | Szombathely      | DE: Steinamanger                                | 5 474            | 435 800     |
| Veszprém               |                                           | Veszprém         |                                                 | 3 953            | 229 800     |
| Zala                   |                                           | Zalaegerszeg     |                                                 | 5 995            | 466 300     |
| Zemplén                | SK: Zemplín                               | Sátoraljaújhely  | SK: Nové Mesto pod Šiatrom                      | 6 282            | 343 200     |
| Zólyom                 | SK: Zvolen DE: Sohl                       | Besztercebánya   | SK: Banská Bystrica DE: Neusohl                 | 2 634            | 133 700     |